# 후지이 리나
후지이 리나(일본어: 藤井 リナ, 1984년 7월 2일 ~ )는 일본의 모델이다.